# Piophila nigriventris
Piophila nigriventris är en tvåvingeart som beskrevs av Charles Howard Curran 1934. Piophila nigriventris ingår i släktet Piophila och familjen ostflugor.
Artens utbredningsområde är Guyana. Inga underarter finns listade i Catalogue of Life.